# Apaeleticus nigriventris
Apaeleticus nigriventris är en stekelart som beskrevs av Maurice Pic 1914. Apaeleticus nigriventris ingår i släktet Apaeleticus och familjen brokparasitsteklar. Inga underarter finns listade i Catalogue of Life.